# Drakovci
Drakovci – wieś w Słowenii, w gminie Ljutomer. W 2018 roku liczyła 243 mieszkańców.